# Драгана Огњеновић
Драгана Огњеновић (рођена 1. јануара 1970) је српски модни дизајнер.
Каријеру је започела 1992. када је представила своју прву модну колекцију. Сарађивала је са рачунарском фирмом Хјулет-Пакард и корпорацијом Тигар. Власница је једног ресторана у Београду.